# Decibels
Decibels  — восьмой студийный альбом канадской спид/трэш-метал группы Razor. Это первый альбом группы c 1991 года.

## Список композиций
1. «Decibels» — 4:24
2. «Jimi the Fly» — 3:43
3. «Life Sentence» — 3:28
4. «Liar» — 4:05
5. «The Game» — 3:41
6. «Great White Lie» — 5:10
7. «Open Hostility» — 3:02
8. «Nine Dead» — 3:34
9. «Goof Soup» — 4:16
10. «Violence...Gun Control» — 7:04
11. «Instant Death '97» (European Bonus Track)
12. «Rebel Onslaught '97» (Japanese Bonus Track)

## Участники записи
- Боб Рейд — вокал
- Дейв Карло — гитара
- Джон Армстронг — бас-гитара
- Рик Остербош — ударные